# Catocala leucomelas
Catocala leucomelas är en fjärilsart som beskrevs av Charles Oberthür. Catocala leucomelas ingår i släktet Catocala och familjen nattflyn. Inga underarter finns listade i Catalogue of Life.